# Ryōhei Yamazaki
Ryōhei Yamazaki (武井 択也?, Yamazaki Ryōhei; Niigata, 14 marzo 1989) è un calciatore giapponese, attaccante del Tochigi City.

## Carriera

### Club

#### Júbilo Iwata
È nel 2007 che inizia la sua carriera come calciatore professionista con il Júbilo Iwata, debuttando il 9 maggio 2007 nella vittoria per 1-0 contro  l'Oita Trinita. Segnerà il suo primo gol nell'edizione 2010 della Coppa del Giappone nella semifinale vinta per 3-1 contro il Kawasaki Frontale e in seguito segnerà una rete anche nella finale vinta per 5-3 ai danni del Sanfrecce Hiroshima. Il 7 maggio 2011 segnerà il suo primo gol nella J1 League (il campionato di calcio nipponico) battendo per 4-0 il Montedio Yamagata. Nell'edizione 2012 della Coppa dell'Imperatore segnerà una doppietta nella vittoria per 7-0 ai danni del Suzuka Point Getters, invece vincendo contro lo Shimizu S-Pulse per 5-1 nell'edizione 2013 della Coppa del Giappone metterà a segno una tripletta. La squadra retrocede nella seconda divisione, la J2 League, nell'edizione 2014 Yamazaki segnerà otto gol, tra cui una doppietta battendo per 4-1 il Kamatamare Sanuki.

#### Albirex Niigata e Kashiwa Reysol
A partire dal 2015 giocherà per l'Albirex Niigata segnando il suo primo gol contro con la rete che deciderà la vittoria su 1-0 riuscendo a prevalere contro lo Sagan Tosu nell'edizione 2015 della Coppa del Giappone, inoltre apirà le marcature sia nella virrotia per 3-0 battendo lo Matsumoto Yamaga che in quella per 5-0 contro l'Urawa Red Diamonds. Il 17 giugno 2017 segnerà la sua ultima rete per la squadra perdendo per 2-1 contro l'Omiya Ardija. Nel 2018 inizierà a giocare per il Kashiwa Reysol nella Coppa J. League nella semifinale contro lo Shonan Bellmare, segnando nel secondo tempo supplementare il gol del 2-2, ma ai rigori la squadra perderà per 5-4 proprio per via di Yamazaki che non riuscirà a segnare il rigore decisivo parato dal portiere Yōta Akimoto.

### Nazionale
Nel 2008 viene convocato nella Nazionale del Giappone Under-19 segnando in quattro partite su cinque nella qualificazione della Coppa d'Asia Under-19: segnerà gol del 3-1 battendo il Taiwain, e vincerà anche contro la Thailandia segnando la rete del 3-2, inoltre sarà autore di una doppietta contro la Birmania prevalendo per 8-0, e farà un gol anche contro il Laos vincendo per 5-0. Parteciperà con la nazionale in alcune partite amichevole in Qatar con buone prestazioni, segnando un gol nella vittoria per 4-2 contro la Germania Under-19 e una tripletta battendo per 6-1 la Polonia Under-19.
Viene convocato per i Giochi asiatici con la Nazionale Under-23 vincendo l'oro, aprendo le marcature nella vittoria per 3-0 contro la Cina, segnerà un altro gol nella vittoria per 5-0 battendo l'India, inoltre ai quarti di finale contro la Thailandia fornirà al suo compagno Keigo Higashi l'assist vincete con cui quest'ultimo segnerà la rete che permetterà di ottenere la vittoria di misura per 1-0.

## Palmarès

### Club
- Coppa J. League

Júbilo Iwata: 2010

### Nazionale
- Giochi asiatici: 1

2010